# João Matias (cyclisme)
Pour les articles homonymes, voir João Matias.
Araújo Matias est un nom portugais ; le premier nom de famille (d'usage facultatif) est Araújo et le second est Matias.
João Carlos Araújo Matias (né le 26 mai 1991 à Barcelos) est un coureur cycliste portugais. Il participe à des compétitions sur route et sur piste.

## Biographie
En 2013, João Matias rejoint l'équipe continentale portugaise OFM-Quinta da Lixa. Il termine notamment cinquième du championnat du Portugal sur route espoirs (moins de 23 ans).
En 2016, il intègre le club amateur Super Froiz, en Galice. Il repasse ensuite professionnel en 2017 chez LA Aluminios-Metalusa-BlackJack. Actif sur route et sur piste, il devient champion du Portugal de poursuite.
En 2018, il est champion du Portugal de poursuite, puis il est titré l'année suivante avec Rui Oliveira sur la course à l'américaine. En 2020, il ajoute deux nouveaux titres nationaux à son palmarès : poursuite et course aux points.

## Palmarès sur route

### Par années
- 2013
  - 2e du Circuit de Moita
- 2017
  - Circuit de Bombarral
  - Circuit de Malveira
- 2018
  - 5e étape du Grande Prémio de Portugal Nacional 2
  - 2e de la Prova de Abertura
  - 3e du Circuit de Moita
- 2019
  - 1re étape du Grand Prix Jornal de Notícias
  - Circuit de Moita
  - 3e du Circuito de São Bernardo
- 2022
  - 2e et 4e étapes du Tour du Portugal
  - Circuit de Malveira
- 2023
  - 5e étape du Grande Prémio O Jogo
  - 3e étape du Tour du Portugal
  - Circuit de Malveira
  - 3e du Circuit de Nafarros

### Classements mondiaux
| Année                                 | 2017  | 2018  | 2019  | 2020 | 2021 | 2022 | 2023  | 2024  |
| ------------------------------------- | ----- | ----- | ----- | ---- | ---- | ---- | ----- | ----- |
| Classement mondial                    | 2292e | 1859e | 2321e | nc   | nc   | 758e | 1562e | 1422e |
| UCI Europe Tour                       | 1465e | 1234e | 1488e | nc   | nc   | 575e | nc    | nc    |
|                                       |       |       |       |      |      |      |       |       |
| Légende : nc = non classéSource : UCI |       |       |       |      |      |      |       |       |

## Palmarès sur piste

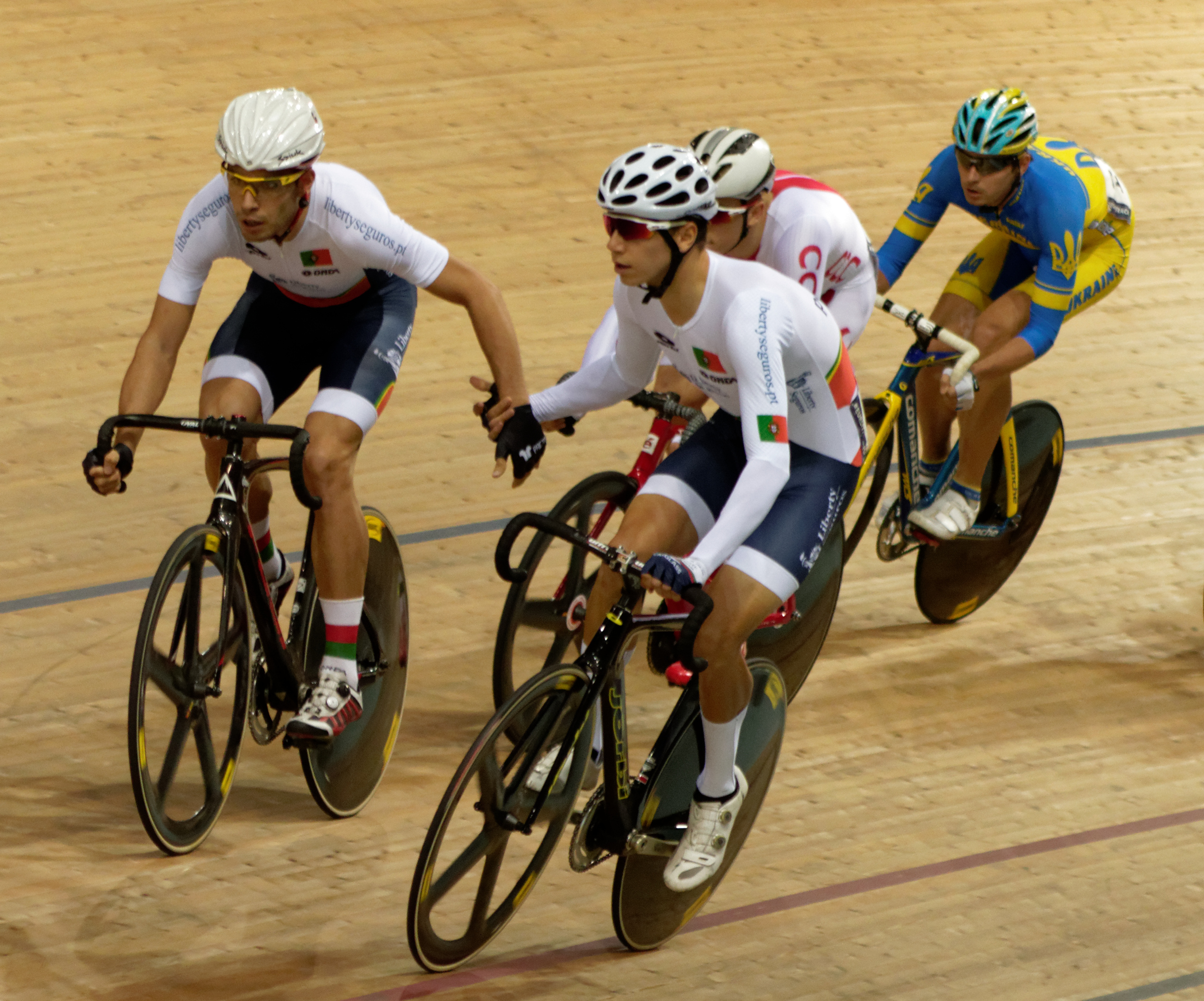
Matias (à gauche) avec Ivo Oliveira aux championnats d'Europe 2016.

### Championnats du monde
- Hong Kong 2017
  - 19e de la course aux points[3]
  - 20e du scratch[4]
- Apeldoorn 2018
  - 14e de la course aux points[5]
- Pruszków 2019
  - 17e de l'omnium

### Championnats d'Europe
| Édition / Épreuve | Course à l'élimination | Omnium |
| Granges 2021      | Argent                 |        |
| Granges 2023      |                        | 9e     |

### Coupe des nations
- 2021
  - 2e de l'américaine à Saint-Pétersbourg

### Championnats nationaux
| - 2011 - 2e du championnat du Portugal de poursuite par équipes espoirs - 2e du championnat du Portugal de vitesse espoirs - 2012 - 2e du championnat du Portugal de vitesse espoirs - 2016 - 2e du championnat du Portugal de keirin - 3e du championnat du Portugal du kilomètre - 2017 - Champion du Portugal de scratch - 2e du championnat du Portugal de poursuite - 2e du championnat du Portugal de l'omnium - 2018 - Champion du Portugal de poursuite - 2e du championnat du Portugal de l'américaine - 2019 - Champion du Portugal de l'américaine (avec Rui Oliveira) - 2e du championnat du Portugal de l'omnium - 2020 - Champion du Portugal de poursuite - Champion du Portugal de course aux points - 3e du championnat du Portugal de scratch | - 2021 - 2e du championnat du Portugal de l'américaine - 2e du championnat du Portugal de l'omnium - 2022 - Champion du Portugal de course aux points - Champion du Portugal de l'américaine (avec Iúri Leitão) - Champion du Portugal de l'omnium - 2024 - 3e du championnat du Portugal du scratch - 3e du championnat du Portugal de l'omnium - 3e du championnat du Portugal de l'américaine - 2025 - Champion du Portugal de l'américaine (avec Rui Oliveira) - Champion du Portugal de l'omnium - 2e du championnat du Portugal de course à l'élimination - 3e du championnat du Portugal de course aux points |  |